# Bivibranchia bimaculata
Bivibranchia bimaculata är en fiskart som beskrevs av Vari, 1985. Bivibranchia bimaculata ingår i släktet Bivibranchia och familjen Hemiodontidae. Inga underarter finns listade.